# Barry Spikings
Barry Spikings (* 23. November 1939 in Boston, Lincolnshire) ist ein britischer Filmproduzent.

## Leben und Wirken
Barry Spikings wurde 1939 in der englischen Stadt Boston geboren. Sein Vater Maurice war als Verwalter einer Farm in Fishtoft bei Boston tätig. Er nahm seinen Sohn schon ab dem Kleinkindalter mehrmals wöchentlich mit in ein Bostoner Kino, was früh dessen Interesse an Filmen weckte. Barry Spikings besuchte zunächst die Boston Grammar School. Danach begann er eine Journalistenausbildung beim Boston Standard. Später war er für das Magazin Farmers’ Weekly tätig. In dieser Zeit produzierte er seinen ersten Kurzfilm, bei dem er auch Regie führte. In London arbeitete er danach für die International Publishing Corporation (heute IPC Media), wo er Kontakte zu einigen Hollywood-Produzenten knüpfte. Mit Michael Deeley (* 1932) und Stanley Baker gründete Barry Spikings das Unternehmen Great Western Enterprises, das im Unterhaltungssektor tätig war und unter anderem Konzerte promotete.
1972 kauften Spikings und Deeley sich bei dem unabhängigen Produktionsunternehmen British Lion Films ein. Spikings produzierte bei British Lion seine ersten beiden abendfüllenden Spielfilme, das Drama Die Schande des Regiments und den erfolgreichen Science-Fiction-Film Der Mann, der vom Himmel fiel. Als Vorsitzender der Shepperton Studios erhöhte er mit verschiedenen Maßnahmen wie Personalabbau und Zusammenarbeit mit anderen Unternehmen die Rentabilität der Studios. Dies zog die Aufmerksamkeit von Bernard Delfont, Chief Executive Officer (CEO) der EMI Films and Theatre Corporation, auf sich. Delfon wollte British Lion Films aufkaufen und 1975 kam es schließlich zum Zusammenschluss der beiden Unternehmen. Spikings stieg ins Management von EMI Films ein und wurde fünf Jahre später selbst dessen CEO. Gleichzeitig war er Vorsitzender der britischen Filmproduktionsfirma Elstree.
Bei EMI Films erreichte Spikings einen Höhepunkt seiner Karriere als Produzent. 1978 produzierte er den epischen Anti-Kriegsfilm Die durch die Hölle gehen, der ihm gemeinsam mit den Co-Produzenten Michael Deeley, Michael Cimino und John Peverall einen Oscar einbrachte. Außerdem war er Executive Producer des Roadmovies Convoy, der im gleichen Jahr in die Kinos kam.
Nach der Fusion von EMI und Thorn Electrical Industries 1979 verließ Spikings England und zog mit seiner Frau Dorothy nach Malibu Colony, einem Stadtteil von Malibu, Kalifornien. 1986 wurde er Mitbegründer und Präsident von Nelson Holdings. Der Tochterfirma Nelson Entertainment sicherte er die Videorechte der 1986 erloschenen Firma Embassy Pictures und der neu gegründeten Filmgesellschaft Castle Rock Entertainment. Anfang der 1990er Jahre produzierte er einige weitere Filme wie Bill & Ted’s verrückte Reise in die Zukunft.
2006 wurde ihm von der University of Lincoln der Ehrendoktor (Honorary Doctorate of Arts) verliehen.
Gegenwärtig ist Spinkings Partner im kalifornischen Filmproduktionsunternehmen Spikings Entertainment, mit dem er 2013 den Kriegsfilm Lone Survivor produzierte.

## Auszeichnungen
- 1979: Oscar in der Kategorie Bester Film für Die durch die Hölle gehen

## Filmografie (Auswahl)
- 1960: The Rainmakers (Kurzfilm)
- 1966: Stop the world, I want to get back (Kurzfilm)
- 1975: Die Schande des Regiments (Conduct Unbecoming)
- 1976: Der Mann, der vom Himmel fiel (The Man Who Fell to Earth)
- 1978: Convoy
- 1978: Die durch die Hölle gehen (The Deer Hunter)
- 1990: Texasville
- 1991: Bill & Ted’s verrückte Reise in die Zukunft (Bill & Ted’s Bogus Journey)
- 1991: Zweimal Texas (Picture This: The Times of Peter Bogdanovich in Archer City, Texas, Dokumentarfilm)
- 1991: Boomer – Überfall auf Hollywood (The Taking of Beverly Hills)
- 1994: The Favor – Hilfe, meine Frau ist verliebt! (The Favor)
- 1994: The Last Days of Paradise
- 1995: Rangoon (Beyond Rangoon)
- 2013: Lone Survivor